# Adolfo de la Huerta

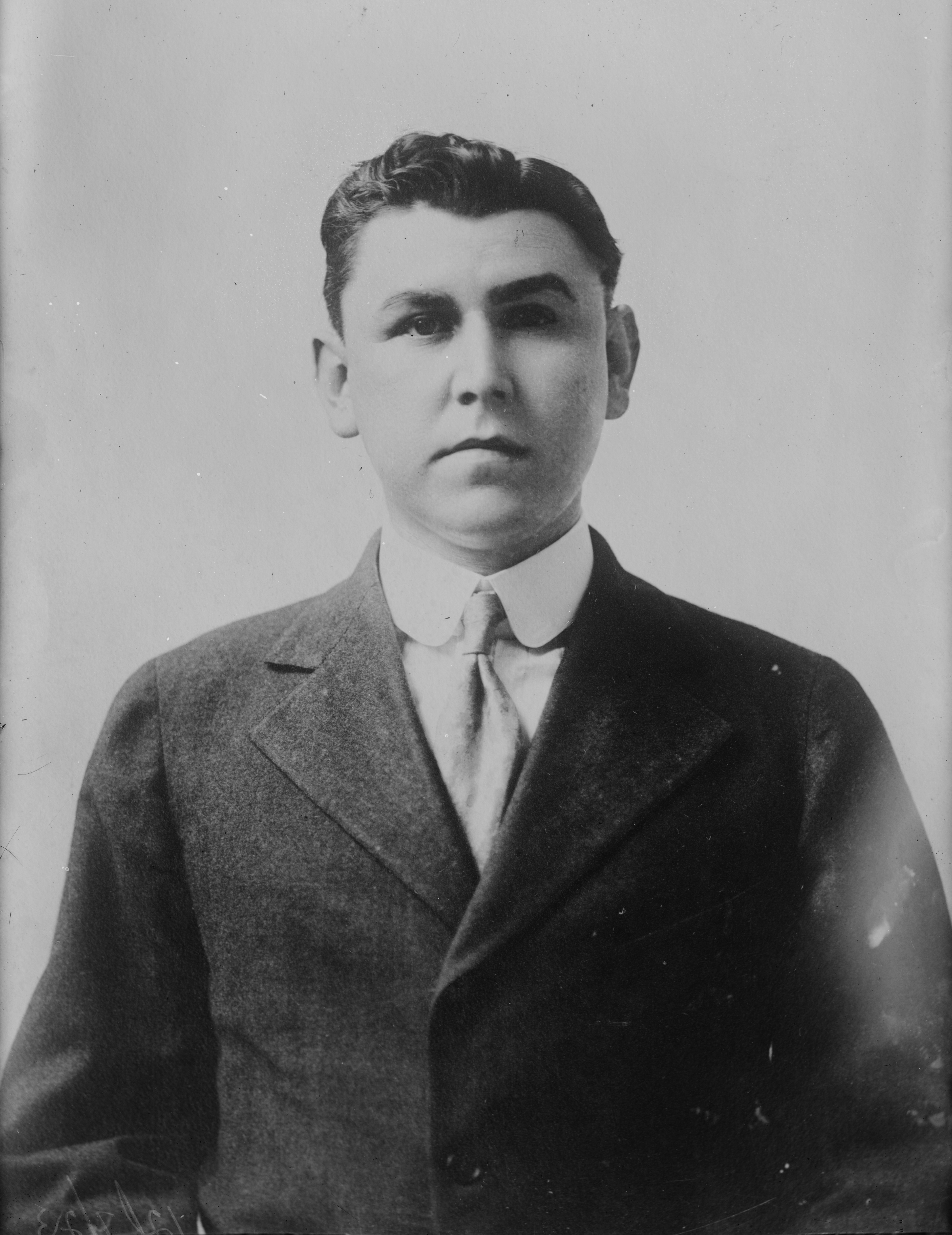
Adolfo de la Huerta

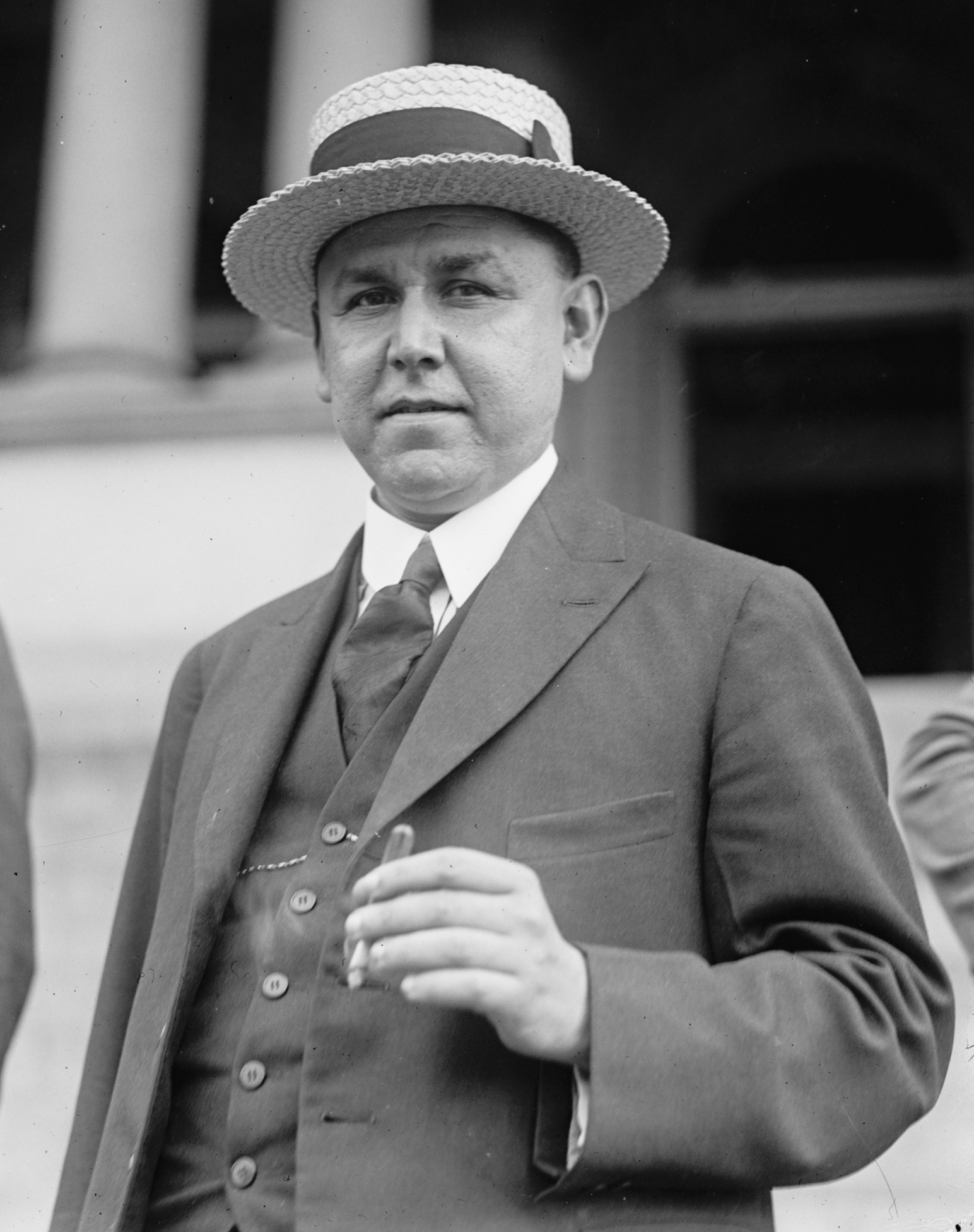
Adolfo de la Huerta

Adolfo de la Huerta (* 26. Mai 1881 in Guaymas, Sonora; † 9. Juli 1955 in Mexiko-Stadt) war ein mexikanischer Politiker, der vom 1. Juni bis 30. November 1920 als Präsident von Mexiko amtierte.

## Leben

### Herkunft und politische Laufbahn bis 1920
De la Huerta entstammte einer angesehenen sonorensischen Familie. Er studierte Rechnungswesen, Musik und Gesang und begann nach seinen Studien als Sänger eine erfolgversprechende Laufbahn. Aber das verdiente Geld reichte, trotz der schönen Stimme, nicht zum Leben und er wechselte in den Beruf des Bankbuchhalters. Später führte er die Geschäfte einer Gerberei und beschäftigte sich bis zum Ausbruch der Mexikanischen Revolution mit dem Leben und der Kultur des indigenen Volkes der Yaqui.
1910 schloss sich de la Huerta der politischen Bewegung Francisco Maderos an. Ein Jahr später wurde er zum Parlamentsabgeordneten für seine Heimatstadt Guaymas gewählt. De la Huerta wurde Mitarbeiter des Gouverneurs von Sonora, José Maria Maytorena (1867–1948), und stieg bald danach in die neue sonorensische Führungselite auf. 
Nach dem erfolgreichen Putsch von Victoriano Huerta im Februar 1913, der zum Sturz Maderos führte, kämpfte de la Huerta in den Truppen des späteren Präsidenten Venustiano Carranza gegen das Huerta-Regime. Er übernahm 1915 das Amt des Innenministers und 1916 das Amt des Gouverneurs von Sonora.

### Rebellion und Präsidentschaft 1920
Die politische Führung Sonoras lehnte Carranzas Wunschkandidaten für die folgende Präsidentschaft, Ignacio Bonillas (1858–1944), ab und stellte gegen ihn ihren eigenen Kandidaten Álvaro Obregón auf. Deswegen verschärfte sich der Konflikt zwischen der Zentralregierung und dem Bundesstaat Sonora. Am 11. April 1920 enthob Carranza de la Huerta von seinem Posten als Gouverneur. Doch de la Huerta widersetzte sich den Befehlen aus der Hauptstadt und organisierte mit den Armeebefehlshabern um Plutarco Elías Calles und Salvator Alvarado den Widerstand gegen die loyalen Regierungstruppen. 
Am 23. April 1920 verkündeten die Aufständischen den Plan von Agua Prieta, in dem Carranza der verfassungswidrigen Einmischung in die Souveränität eines Bundesstaates und der Aufzwingung eines Nachfolgekandidaten unter Verletzung des Wahlrechts des Volkes angeklagt wurde. Mit der Wiederherstellung der verfassungsmäßigen Rechte wurde die Liberalkonstitutionalistische Armee, dessen Oberbefehlshaber de la Huerta war, beauftragt. Die tatsächliche Führung der Bewegung übernahm Álvaro Obregón. Die Rebellenarmee wuchs infolge der überlaufenden Regierungstruppen rasch an. Ende April 1920 hatten sich bereits die wichtigsten Armeebefehlshaber des Nordens, des Westens und der Golfküste gegen Präsident Carranza gestellt. Nachdem der Oberbefehlshaber der in Mexiko-Stadt stationierten Truppen, Pablo González, zu den Aufständischen überlief, endete die Präsidentschaft Carranzas und am 9. Mai 1920 zogen die siegreichen Rebellentruppen in die Hauptstadt ein.
Mit dem Sturz der Carranza-Regierung begann die vierzehnjährige Herrschaft der Sonoristas auf nationaler Ebene. Seit dem 1. Juni 1920 regierte de la Huerta als Interimspräsident. Seine politischen Entscheidungen musste er jedoch mit dem künftigen Präsidenten Obregón abstimmen.
Der gewaltsame Regierungswechsel veranlasste die USA die diplomatische Anerkennung der neuen mexikanischen Regierung in Abhängigkeit von der Erfüllung von amerikanischen Forderungen und von der Entschädigung revolutionsbedingter Eigentumsverluste zu stellen. Obregón und de la Huerta konnten diesen amerikanischen Bedingungen aufgrund der instabilen innenpolitischen Lage nicht folgen und verzichteten deswegen auf die diplomatische Anerkennung durch die USA.
Führende Generäle Carranzas wie Pablo González wurden ihres Amtes enthoben und ins Exil vertrieben. Untergeordnete Befehlshaber erhielten großzügige finanzielle Zuwendungen aus der Staatskasse und bekundeten danach ihre Loyalität zum neuen Regime. De la Huerta amnestierte inhaftierte Gegner der Revolution wie Félix Díaz (1868–1945), den Neffen des ehemaligen Präsidenten Porfirio Diaz. Er ordnete die Hinrichtung von Jesus Guajardo, dessen Truppen Emiliano Zapata in einen Hinterhalt lockten und ermordeten, an und demobilisierte danach Zapatas ehemalige Befreiungsarmee des Südens. Dank der Umsicht de la Huertas verlief die Integration der Zapatisten in die mexikanische Gesellschaft problemlos.
Schwieriger gestaltete sich jedoch die politische Rehabilitierung Pancho Villas und die Demobilisierung der villistischen Armee im Bundesstaat Chihuahua. Obregón und Calles befürworteten die militärischen Vernichtung Pancho Villas. De la Huerta setzte sich jedoch für eine vermittelnde Lösung ein und sicherte den villistischen Veteranen die geforderte Landzuteilung zu. Im Juli 1920 kapitulierte Pancho Villa, dem de la Huerta zur Versöhnung die Hacienda El Canutillo in Durango schenkte.
Am 5. September 1920 gab de la Huerta die Kandidatur Álvaro Obregóns für das Amt des Präsidenten bekannt und unterstützte dessen Wahlkampf bedingungslos. Am 30. November 1920 endete die Präsidentschaft de la Huertas.

### Die de la Huerta-Rebellion 1923/24
Nach seinem Wahlsieg ernannte Obregón de la Huerta zu seinem Finanzminister. Im Juni 1922 unterschrieb de la Huerta ein Abkommen mit dem amerikanischen Finanzfachmann Thomas William Lamont (1870–1948), das der mexikanische Kongress im September 1922 ratifizierte, und die Bucareli-Konferenz von 1923 einleitete.
Im Frühjahr 1923 fiel Obregóns Entscheidung, die Kandidatur Calles für die kommende Präsidentschaft zu unterstützen. Obwohl de la Huerta eigene Präsidentschaftsambitionen hegte, akzeptierte er die Kandidatur von Calles. Die Ermordung Pancho Villas im Juli 1923, die Teile der Armeeführung Calles anlasteten, eine umstrittene Gouverneurswahl im Bundesstaat San Luis Potosí und der Abschluss der Bucareli-Verträge mit den USA führten zur Spaltung der Partido Nacional Cooperista (PNC). De la Huerta trat im Oktober 1923 vom Amt des Finanzministers zurück und ließ sich danach vom regierungsfeindlichen Flügel der PNC als Präsidentschaftskandidat aufstellen. Dies führte zum unversöhnlichen Bruch mit Präsident Obregón, der de la Huerta wegen der desolaten Situation der mexikanischen Staatsfinanzen heftig angriff.
Anfang Dezember 1923 erhoben sich erste Armeeverbände gegen die Regierung. De la Huerta verkündete am 7. Dezember 1923 den Plan von Veracruz, der neben sozialkonservativen Elementen, wie die Entschädigung enteigneter Grundbesitzer mit Bargeld statt mit staatlichen Schuldscheinen, auch viele progressive Ansätze, wie die Einführung des Frauenwahlrechts oder eine offensive Bildungspolitik, enthielt. De la Huertas Anhänger zeigten kein klares Profil. Sie einte nur die Gegnerschaft zur Regierung und sie waren kein Bestandteil einer Volksbewegung. Die de la Huerta-Rebellen waren zum Teil bauernfeindlich gesinnte Großgrundbesitzer, zum Teil sozial denkende Agrarreformer, wie Salvador Alvarado (1879–1924), der in Yucatán die Landverteilung neu gestaltete. 
Die de la Huerta-Rebellion scheiterte aufgrund der fehlenden Koordination zwischen den wichtigsten militärischen Truppenverbänden. Bereits im Februar und März 1924 verloren die Rebellen entscheidende Schlachten gegen die Regierungstruppen, die durch Präsident Obregóns persönliches Kommando energisch geführt wurden. Ende April/Anfang Mai 1924 war, auch infolge der finanziellen und militärischen Hilfe der USA, der letzte Widerstand der de la Huerta-Rebellen gebrochen. 
Insgesamt fielen während der de la Huerta-Rebellion 7000 Menschen und es starben auf der Seite der Rebellen mehr als zwei Dutzend Generäle. Nach der Rebellion beförderte Obregón 54 loyale Offiziere in den Generalsrang. Calles gewann die Präsidentschaftswahlen im Juli 1924 mit 1,34 Mio. Stimmen gegen den einzigen Gegenkandidaten, General Angel Flores, der 250.000 Stimmen für sich gewinnen konnte.
Adolfo de la Huerta setzte sich nach Los Angeles ab und führte dort gemeinsam mit seiner Frau Clara Oriol, einer bekannten Pianistin, eine erfolgreiche Gesangsschule. 1936 gestattete Präsident Lázaro Cárdenas del Río ihm die Rückkehr nach Mexiko. De la Huerta wurde zum Konsulatsdirektor ernannt und verstarb am 9. Juli 1955 in Mexiko-Stadt.